# Ózdi FC
Az Ózdi Football Club (röviden Ózdi FC vagy ÓFC) egy megszűnt magyar labdarúgócsapat. Székhelye Ózd.

## Története

### Megalakulása
Az 1990-es években még volt ugyan egy – sőt több – NB III-as gárdája Ózd városának, a rendszerváltás utáni hanyatlást azonban nem állította meg az sem, hogy 1995-ben az anyaegyesületből (ÓKSE) kivált és önállósodott az Ózdi Football Club (az akkori vezetés a hagyományos fekete-fehér helyett a piros-feketét határozta meg a klub színeinek), de ezzel a változtatással sem sikerült megfordítani a folyamatot. Játékosok jöttek, de jobbára mentek, az adósság pedig évről évre gyarapodott. A futballt szerető ózdiak eleinte még a táblázat élcsoportjában keresték kedvenceiket, de rövidesen már csak a középmezőny jutott a gárdának, aztán már a kiesést sem lehetett elkerülni. Az ózdi futball tehát alapos zuhanást élt át a 2000-es esztendőig.
2000 nyarán az NB III-ból kiesett ÓFC újonnan megválasztott elnöksége úgy vélte, hogy morálisan itt a vég, elölről kell kezdeni mindent. Visszaléptették a csapatot egészen a körzetig, hogy aztán végigjárva a szamárlétrát új alapokon, egy üzletileg és mentálisan is megújult Ózdi Football Clubot építsenek föl.

### 2000
Az új elnökség 2000-ben kezdte meg munkáját. A korábbi csapat legnagyobb része nem volt hajlandó pályára lépni. A klub visszalépett a megyei I. osztálytól, és a szabályok alapján két osztállyal lejjebb sorolták be. A 18 éves átlagéletkorú csapat 15 fővel kezdte meg a bajnokságot. A klub utánpótlás rendszere egy ifjúsági és két-két serdülő és előkészítő korosztállyal szerveződött újjá. Az 1985–86-os korosztály a megyei kiemelt serdülő bajnokságban kezdte el az idényt.
Körvonalazódott a pártoló tagsági rendszer és a szponzori rendszer stratégiája. Elkészült a klub új alapszabálya, felállt az Ellenőrző Bizottság, amely a klub gazdasági helyzetét hivatott kontrollálni. Tárgyalásokat folytattak az önkormányzattal és az Ifjúsági és Sportminisztériummal a támogatások ügyében. Az elnökség megkereste a körzeti csapatok vezetőit is egyeztető megbeszélésre, de csak két egyesület képviseltette magát.

### 2000/2001 Ózd körzeti bajnokság – 2. hely
Megkezdődtek a sportszerződések megkötései valamennyi korosztályban, lépéseket tettek a pártoló tagsági rendszer gyakorlati kivitelezésére és további támogatók keresésére. Az ÓFC 2. helyen végzett a körzeti csoportjában, majd a Nekézseny elleni kettős győzelemmel kvalifikálta magát a megyei II. osztályba. Szinte valamennyi ÓFC-nél futballozó játékos, beleértve az utánpótlás korosztályokat is, rendelkezett sportszerződéssel, ezáltal sportértékük védve van (ezzel az ÓFC szinte egyedüli példa volt a megyében).

### 2001/2002 Borsod-Abaúj-Zemplén megyei II. osztály Északi csoport – 12. hely
A fiatal, nagyreményű, de rutinban és kitartásban híján lévő együttes gödörbe került. A csapatból a tavaszi szezon közben éppen azok váltak ki, akikre leginkább építeni lehetett volna. A csapat tavasszal biztató kezdet után mélyen a várakozás alatt teljesített úgy, hogy mindössze három győzelmet aratott (mindhármat hazai pályán), és előfordult, hogy sorozatban négyszer kapott ki 2–1-re. Örvendetes eredmény volt viszont a klub életében, hogy az ÓFC alközponti minősítést nyert az országos Bozsik Programban.

### 2002/2003 Borsod-Abaúj-Zemplén megyei II. osztály Északi csoport – 2. hely
Az évad meghatározó szenzációja az NB II-es csapat működése volt (az eredetileg budapesti BTC Ózdra tette át székhelyét, és Ózdi Kohász néven indult az NB II Szabolcs-Gabona csoportjában), amelynek létrejöttében és abban, hogy ez a csapat versenyezhetett, meghatározó szerepe volt az ÓFC-nek is. Csak a fanatikus futballhívők tartják azt számon, hogy például az NB II-es Ózdi Kohász részéről az MLSZ által megkövetelt hat utánpótlás korcsoportban egytől egyig az ÓFC fiataljai rúgták a labdát (e nélkül az NB II-es csapat nem is versenyezhetett volna), valamint a szervezési és ügyintézési feladatokat helyi szinten általában az ÓFC segített intézni.

### 2003/2004 Borsod-Abaúj-Zemplén megyei II. osztály Északi csoport – 1. hely
2003. július 15-től a felnőtt és az ifjúsági csapat, illetve augusztus 1-jétől valamennyi utánpótlás csapat Fitos József szakmai felügyelete alatt kezdte meg a munkát. A fiatalság a pályán is dominál, mivel a felnőtt csapat átlagéletkora jóval 25 év alatt van, az ifjúsági és serdülőbajnokságokban pedig általában egy korosztállyal fiatalabb generáció indul az intenzívebb fejlődés érdekében – nagyon jó eredménnyel.

## Jelenlegi keret
| #  |        | Poszt | Név               |
| -- | ------ | ----- | ----------------- |
| 1  | magyar | K     | Fodor Alex        |
| 78 | magyar | K     | Erdei Ádám        |
| 11 | magyar | V     | Danyi Péter       |
| 4  | magyar | V     | Tönkő Róbert      |
| 3  | magyar | V     | Elek Richárd      |
| 7  | magyar | V     | Lukács Gábor      |
| 3  | magyar | V     | Ács Péter         |
| 5  | magyar | V     | Mészáros Balázs   |
| 16 | magyar | V     | Oláh Gábor        |
| 15 | magyar | V     | Tankó Dávid       |
| #  | magyar | KP    | Budai Tamás       |
| 13 | magyar | KP    | Horváth Zsolt     |
| 8  | Magyar | KP    | Gacsal Norbert    |
| 19 | Magyar | KP    | Al-Mohamed Ádám   |
| 16 | magyar | KP    | Ruszó János       |
| 10 | magyar | KP    | Farkas József     |
| 10 | magyar | CS    | Samu Dániel Frodó |

Edző: Zoran Kuntić

## Egykori híres játékosai
* a félkövérrel írt játékosok rendelkeznek felnőtt válogatottsággal.
• 🇭🇺Molnár Szabolcs 
| - Ágó Ferenc - Albert Csaba - Bakos Oszkár - Csank János - Csernai Tibor - Dancsok László - Éles Miklós - Herceg Zsolt | - Konyha Péter - Ligeti László - Máriási Zsolt - Oltyán Zsolt - Pribék Attila - Pribék Sándor - Vincze Ottó |

### Nemzeti Bajnokság 1961–1962
Az 1961–1962-es idényben az Ózdi Kohász felkerült a Nemzeti Bajnokság 1. osztályába. Az idény végén, a Csepelt ugyan megelőzve, visszaesett az NB II-be. Csupán 9 győzelmet sikerült összegyűjteni a 3 döntetlen és 14 vereség mellé.
- 1. Vasas SC
- 2. Újpesti Dózsa
- 3. FTC
- 13. Ózdi Kohász

### Nemzeti Bajnokság 1981–1982
Az Ózdi Kohász 1981-ben újra próbálkozott az NB I-ben, de sereghajtóként kiesett.
- 1. Rába ETO
- 2. FTC
- 3. Tatabánya
- 18. Ózdi Kohász